# Gravitationswellenastronomie

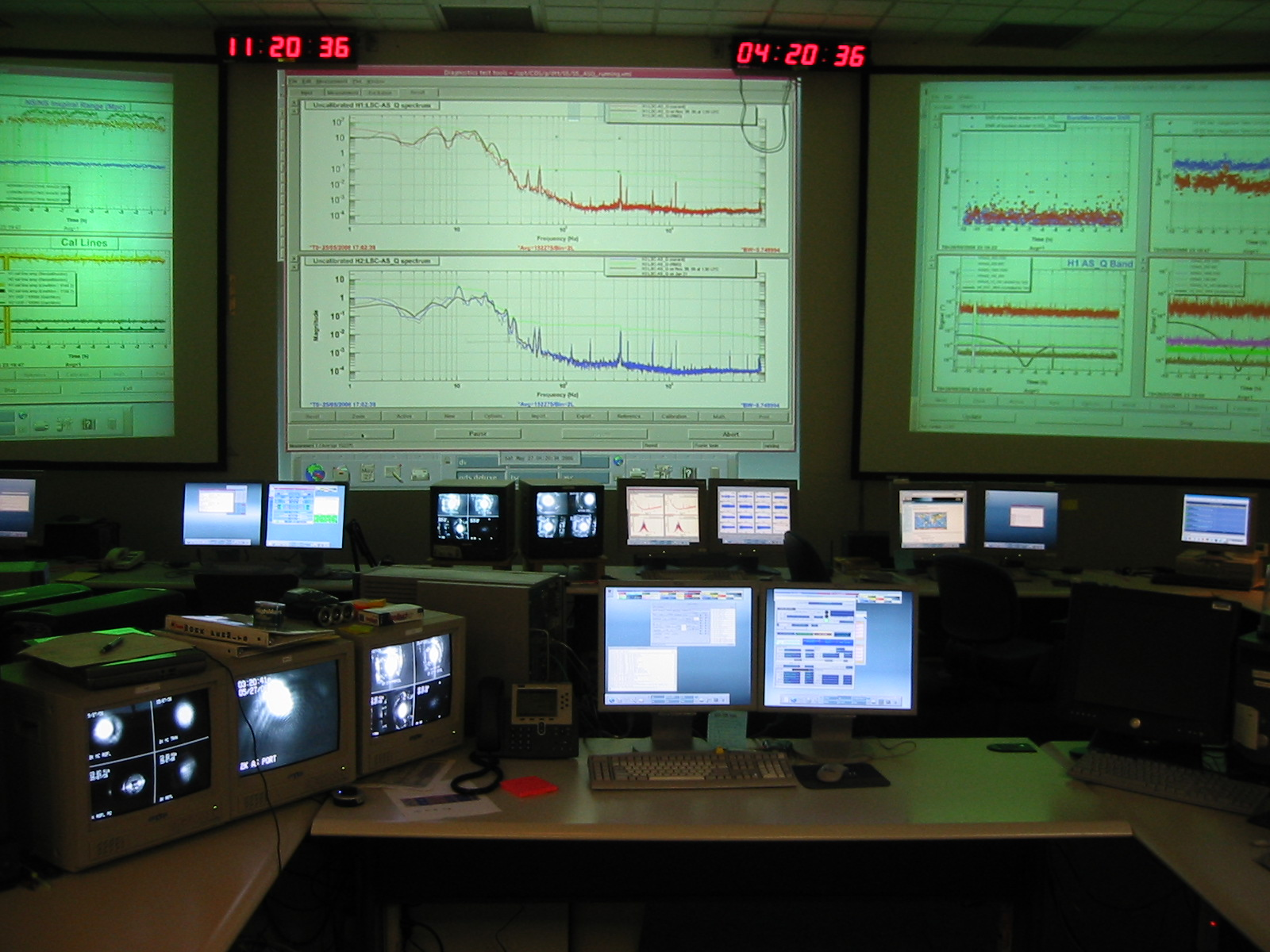
Kontrollraum von LIGO

Gravitationswellenastronomie ist dasjenige Teilgebiet der Astronomie, das sich zum Ziel gesetzt hat, mit Hilfe von Gravitationswellen Informationen über Himmelskörper und kosmische Ereignisse abzuleiten. Gravitationswellen sind winzige Verzerrungen der Raumzeit, die sich mit Lichtgeschwindigkeit durch den Raum ausbreiten. Einsteins Allgemeiner Relativitätstheorie zufolge sollten sie in einer Vielzahl astronomisch interessanter Situationen entstehen, etwa bei der Verschmelzung von Neutronensternen und Schwarzen Löchern, bei Supernova-Explosionen und im frühen Universum kurz nach dem Urknall.
Der direkte Nachweis von Gravitationswellen ist das Ziel internationaler Detektor-Kollaborationen wie LIGO, GEO600 und Virgo. Die Ergebnisse der Gravitationswellenastronomie sind bislang noch indirekt: Die bisherigen Beobachtungen setzen Obergrenzen für den Anteil der Energie im Universum, der in Form von Gravitationswellen vorliegt, und für das Ausmaß an Formunebenheiten bestimmter Neutronensterne. Am 11. Februar 2016 gab das LIGO-Konsortium bekannt, im September 2015 mit dem Ereignis GW150914 erstmals Gravitationswellen von zwei kollidierenden Schwarzen Löchern direkt gemessen und damit nachgewiesen zu haben.